# ایلمناو (زامتگمایند)
ایلمناو (به آلمانی: Samtgemeinde Ilmenau) یک منطقهٔ مسکونی در آلمان است که در Lüneburg واقع شده‌است. ایلمناو  ۱۰٬۴۰۰ نفر جمعیت دارد.